# Kosmas Indikopleustes

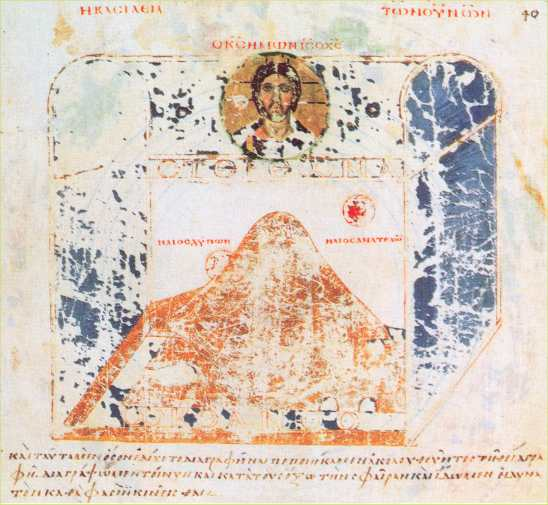
Das Weltbild des Kosmas Indikopleustes: flache Erde in einem Tabernakel, 6. Jahrhundert

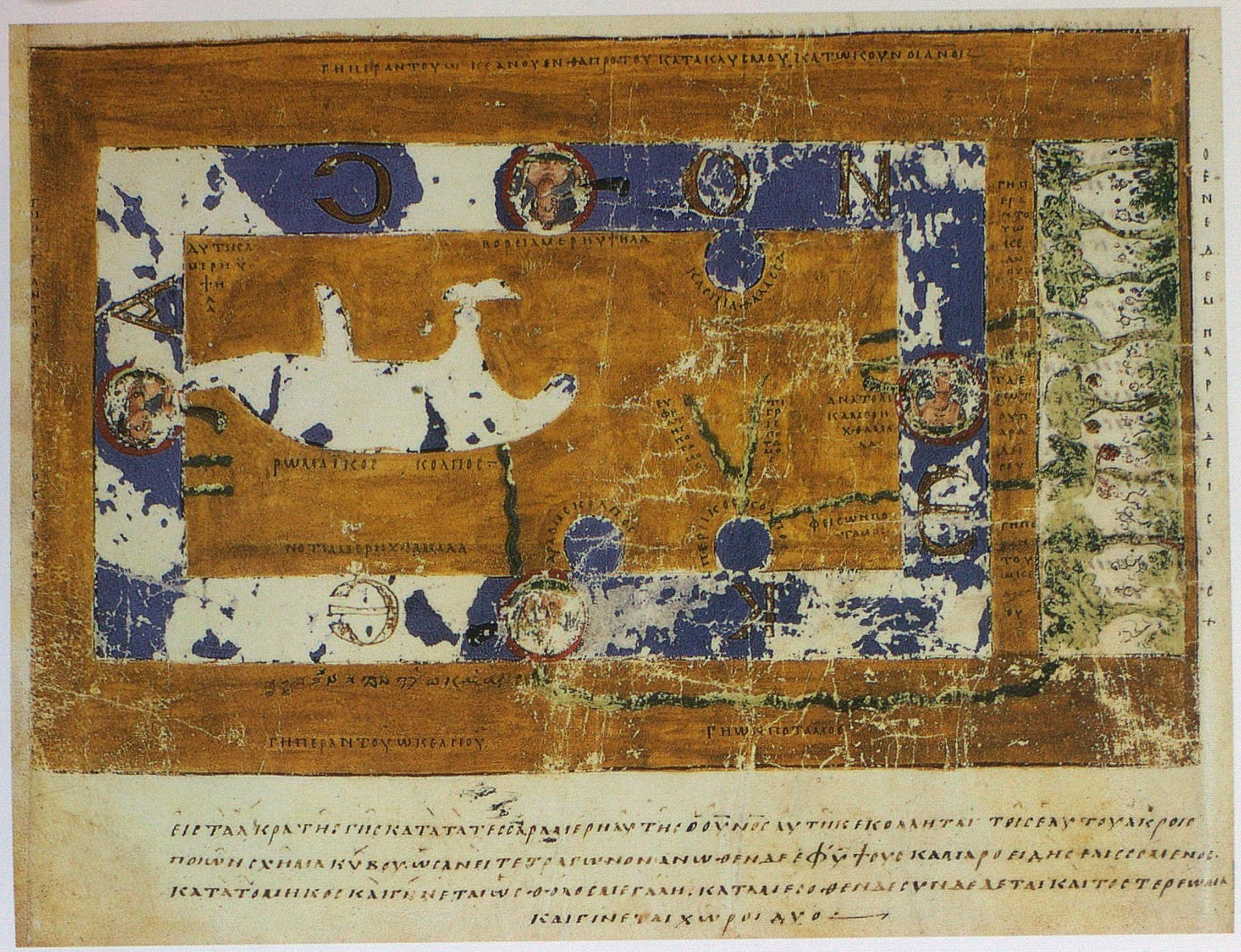
Eine Weltkarte in einer mittelalterlichen Handschrift der Christlichen Weltbeschreibung: Rom, Biblioteca Apostolica Vaticana, Vat. gr. 699, fol. 40v (9. Jahrhundert)

Kosmas Indikopleustes (altgriechisch Κοσμᾶς  Ἰνδικοπλεύστης Kosmás Indikopleústēs „Kosmas der Indienfahrer“) war ein spätantiker Schriftsteller und Reisender aus Alexandria und Zeitgenosse Kaiser Justinians. Der wirkliche Name des Autors ist unbekannt; etwa seit dem 9. Jahrhundert nannte man ihn Kosmas Indikopleustes.

## Leben und Werk
Der Autor war ein nestorianischer Christ und bereiste als Kaufmann das Schwarze Meer, Arabien und Ostafrika (Aksum); ob er auch bis nach Sri Lanka und Südindien gelangte, ist in der Forschung umstritten. Um 550 schrieb er im hohen Alter seine Χριστιανικὴ Τοπογραφία (christianiké topographía, Christliche Weltbeschreibung) in zwölf Büchern, deren Zweck die Widerlegung der ptolemäischen Auffassung von der Erde als Kugel war. Er bezog wohl auch gegen den christlichen Aristoteliker Johannes Philoponos Stellung. Kosmas entwickelte seine Weltvorstellung aus dem Alten Testament, insbesondere aus Schöpfungserzählung und in Anlehnung an die Stiftshütte. Er stellte sich die Erde als längliche viereckige Fläche vor, über der sich das Universum als zweigeschossiges Gewölbe mit dem oberen Himmel als Dach erhob. In der Mitte erhebt sich der Berg des Nordens, der von der Sonne umkreist wird und dessen Schatten die Nacht verursacht. Südlich davon befindet sich die bekannte Welt, östlich, jenseits des großen Ozeans, das Paradies. Die Engel bewegen die Gestirne und stoßen sie täglich hinter den Berg, wo sie den Blicken der Menschen verborgen sind.
Der Wert seines Werks besteht in seinen geographischen, naturwissenschaftlichen und kulturgeschichtlichen Exkursen, in denen der Reisende Kosmas seine Beobachtungen und die Erfahrungen anderer niederlegt. Es beeinflusste einige andere byzantinische Werke und ist außerdem der Versuch, natürliche Ereignisse aus einer vollständig christlichen Sicht zu interpretieren.

## Rezeption
Literarisch verwertet wurde Kosmas’ Werk in Arno Schmidts Kurzroman Kosmas oder Vom Berge des Nordens sowie in Umberto Ecos Roman Baudolino.

## Ausgaben und Übersetzungen
- Wanda Wolska-Conus: Cosmas Indicopleustès. Paris 1968.
- Horst Schneider (Hrsg.): Kosmas Indikopleustes. Christliche Topographie. Textkritische Analysen. Übersetzung. Kommentar (= Indicopleustoi. Archaeologies of the Indian Ocean. Band 7). Brepols, Turnhout 2010 (deutsche Übersetzung)